# Resticula nyssa
Resticula nyssa är en hjuldjursart som beskrevs av Harry K. Harring och Myers 1924. Resticula nyssa ingår i släktet Resticula och familjen Notommatidae. Inga underarter finns listade i Catalogue of Life.